# 5.45x39mm弾
5.45x39mm弾はソ連で開発された小火器用の実包である。中間弾薬としての性格が強い、小口径高速弾である。

## 概要
ソビエト連邦が開発した、西側の5.56x45mm NATO弾に対抗するために作られた弾薬である。実包はスチール・コア（鋼製弾芯）弾を採用しており、その特性から「ポイズン・ブレット（毒の弾）」と通称される。この弾薬のために、同時にAK-74が開発された。

## 歴史
以前のAK-47の7.62×39mm弾は高い殺傷能力を持つものの、連発時の反動が強く、着弾点が安定しないという欠点を有していた。これに対しM16の5.56×45mm弾は口径が小さく、弾頭が軽量であるため、射撃時の反動は比較的小さく、命中精度も安定し、有効射程も長くなっている。これらの小口径弾の利点が世界的に波及しており、ソビエトも開発を進めたが、当時AKシリーズの設計者のミハイル・カラシニコフは、弾薬の小口径化には、反対であった。
1974年にはAK-74を完成させた。
ソ連製小火器の例にもれず同盟国にも供与やライセンス生産が認められたが、アフリカや中東、アジア地域にはAK-74の配備によって余剰化したAK-47やAKMを供与したことと、旧式のAK-47やAKMとは弾薬の互換性が無いため従来の弾薬の在庫の廃棄や弾薬製造ラインの大幅な改修が必要であった。このため、AK-74を使用しているのは旧ソ連構成国や旧ワルシャワ条約機構以外ではキューバやアンゴラ、シリア、モンゴル、北朝鮮など比較的少数に留まっており、AK-47やAKMに比べると普及度が低い。

## 形状
小口径化により初速が上がり、貫通力が増したが、貫通力があまりに高すぎると、人体などのソフト・ターゲットに銃弾が当たっても弾丸は運動エネルギーを殆ど失わず貫通してしまい殺傷力はかえって下がってしまう。そこで弾頭の内部に空洞を作り、ソフト・ターゲット命中時に弾頭の横転を引き起こす構造を採った。横転した弾頭はソフト・ターゲット内で回転運動を伴いながら進み、その運動エネルギーを十分に消費する事ができる。 

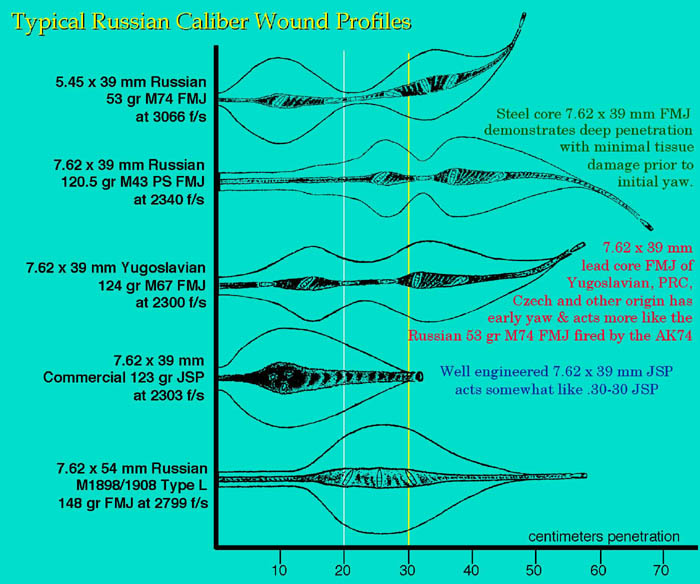
ソフトターゲット命中時の弾頭の軌道(アメリカ軍の資料)

人体に当たった場合、射入口は小さいが射出口が口径と比して大きく、筋肉血管を含む周辺組織に広い体積で損傷を受ける為、治療が難しく1978年から1989年のアフガニスタン紛争に投入されたAK-74と5.45×39mm弾はアフガニスタン武装勢力から恐れられた。 この技術は西側にも影響を与え、現行の5.56x45mm NATO弾（SS109、M855）では、同様の構造が採用されている。

5.45x39mm 5N7 弾薬断面図
A: 黄銅の被覆
B: スチールコア
C: 空洞
D: 鉛のインレー
E:推進薬

ただ、元傭兵の高部正樹の著書やアームズマガジンの記事によると、現地の非正規兵は7.62×39mm弾の方がマンストッピングパワーがあるとして好んでいたという。また、記事には5.45×39mm弾では数発命中しないと致命傷にならないという兵士の証言も載っている。